# Vuelo 883 de Aero Caribbean
El vuelo 883 de Aero Caribbean fue un vuelo internacional entre el Aeropuerto Internacional Toussaint Louverture de Puerto Príncipe, Haití y el Aeropuerto Internacional José Martí de La Habana, Cuba, con escala en el Aeropuerto Internacional de Santiago de Cuba operado por la compañía cubana Aero Caribbean. El aparato, un ATR 72-212, se estrelló el 4 de noviembre de 2010 en torno a Guasimal, en la provincia de Sancti Spíritus, falleciendo sus 68 ocupantes —61 pasajeros y 7 tripulantes—.
En su momento fue el accidente aéreo más mortal de un ATR 72 junto con el vuelo 4184 de American Eagle estrellado en octubre de 1994, ya que tienen el mismo número de víctimas, hasta el accidente del vuelo 691 de Yeti Airlines en 2023. Además, coincidentemente, ambos desastres fueron causados por la misma razón: el engelamiento.

## Avión
El avión involucrado era un ATR 72-212 con matrícula CU-T1549, que operaba con Aero Caribean desde octubre de 2006. Su primer vuelo tuvo lugar en 1995, cuando fue entregado a su primer propietario, Continental Express. La compañía Aero Caribbean, con sede en Cuba, era su tercer propietario y lo adquirió en 2005. El avión había acumulado casi 25.000 horas de vuelo a lo largo de más de 34.500 vuelos, de acuerdo con la información proporcionada por el fabricante. Aero Caribbean es una empresa en propiedad del Gobierno de Cuba.

## Accidente
La aeronave partió de Santiago de Cuba en ruta a La Habana alrededor de las 16:50 hora local (20:50 UTC). Fue el último vuelo que salió del aeropuerto de Santiago de Cuba antes de que se cerrara debido a la aproximación del huracán Tomás A las 17:42, la aeronave se estrelló cerca de la aldea de Guasimal en la provincia de Sancti Spíritus, a unas 210 millas (340 km) al sureste de La Habana, luego de emitir una llamada de socorro. Testigos dijeron que el avión "volaba bajo y parecía inestable... derramando humo y fuego", antes de escuchar una explosión.
Las instalaciones médicas de Guasimal se pusieron en alerta para prepararse para los pacientes de emergencia. Sin embargo, a la medianoche se les dijo que se retiraran porque no se esperaban supervivientes.

## Investigación
Según la Comisión Estatal de Investigación creada para precisar los detalles de las posibles causas del accidente, la aeronave se encontraba en buen estado técnico y todos sus sistemas funcionaron correctamente, así como la tripulación poseía sus licencias actualizadas, encontrándose apta para asumir el vuelo.
Después del análisis de los datos recopilados en los registradores de parámetros (cajas negras), La Comisión Estatal de Investigación, la Oficina de Investigación y Análisis para la seguridad de la aviación civil de Francia (BEA) y representantes del fabricante de dicha aeronave ATR, informan que este vuelo se desarrollaba normalmente hasta que se presentaron condiciones meteorológicas extremas en la ruta, como consecuencia de lo cual la aeronave entró en una condición de engelamiento severo (alta concentración de hielo) a una altura de 20 mil pies, lo que unido a errores de la tripulación en el manejo de dicha situación, ocasionó el accidente de la misma.

## Pasajeros y tripulación
| Nacionalidad | Fallecidos | Fallecidos  | Total | Fuente |
| Nacionalidad | Pasajeros  | Tripulación | Total | Fuente |
| ------------ | ---------- | ----------- | ----- | ------ |
| Cuba         | 33         | 7           | 40    | [ 3 ]  |
| Argentina    | 10         | 0           | 10    | [ 10 ] |
| México       | 7          | 0           | 7     | [ 1 ]  |
| Países Bajos | 3          | 0           | 3     | [ 1 ]  |
| Alemania     | 2          | 0           | 2     | [ 1 ]  |
| Austria      | 2          | 0           | 2     | [ 11 ] |
| España       | 1          | 0           | 1     | [ 11 ] |
| Francia      | 1          | 0           | 1     | [ 11 ] |
| Japón        | 1          | 0           | 1     | [ 1 ]  |
| Venezuela    | 1          | 0           | 1     | [ 11 ] |
| Total        | 61         | 7           | 68    |        |